# IEEE 1541-2002
IEEE 1541-2002 es un estándar utilizado por el Instituto de Ingenieros Eléctricos y Electrónicos (IEEE), sobre el uso de prefijos binarios para los múltiplos de las unidades de medida relacionadas con la electrónica digital y la informática.

## Visión general
El IEEE aceptó el uso de los prefijos binarios para sus miembros, bajo la norma IEEE 1541-2002 publicada en el año 2002 y elevado a estándar en el año 2005. La norma, posteriormente estándar, estaba estrechamente relacionada con el estándar IEC 60027-2, pero con la diferencia de que este último usaba el símbolo bit para el bit.

### Recomendaciones
Las recomendaciones dadas para el uso del IEEE 1541-2002 fueron:
- Unidades usadas para hacer referencia a cantidades usadas en la electrónica digital y en la computación:
  - bit (símbolo b), un dígito binario.
  - byte (símbolo B), conjunto de 8 bits adyacentes.
  - octeto (símbolo o), un grupo de ocho bits. Nota: octeto es la traducción al término francés octet que es el usado por el estándar.
- Prefijos para indicar los múltiplos binarios de las unidades antedichas:
  - kibi- (símbolo Ki), 210 = 1 024 Bytes.
  - mebi- (símbolo Mi), 220 = 1 048 576 Bytes.
  - gibi- (símbolo Gi), 230 = 1 073 741 824 Bytes.
  - tebi- (símbolo Ti), 240 = 1 099 511 627 776 Bytes.
  - pebi- (símbolo Pi), 250 = 1 125 899 906 842 624 Bytes.
  - exbi- (símbolo Ei), 260 = 1 152 921 504 606 846 976 Bytes.
- Los prefijos SI no se usan para indicar múltiplos binarios.

1. La parte bi del prefijo viene de la palabra binario, por ejemplo, kibibyte significa un "kilobinary byte" (kilobyte binario), que son 1024 Bytes.[cita requerida]
2. Nótese la K en mayúscula para el símbolo "Kibi-": mientras que la letra para el prefijo análogo en el Sistema Internacional kilo- es una k en minúscula, la K en mayúscula ha sido seleccionada para dar consistencia con otros prefijos y con el uso extendido y erróneo del prefijo del SI (como en "KB").[cita requerida]